# 등세창

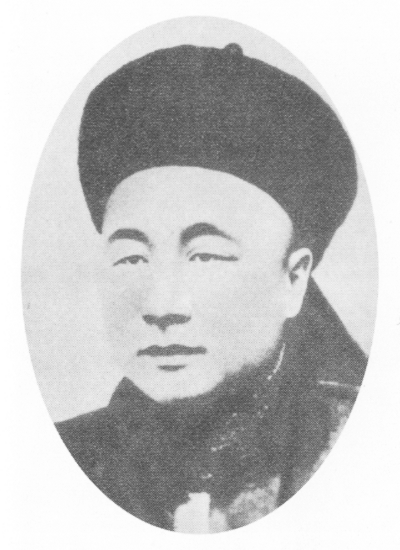
등세창

등세창(중국어 정체자: 鄧世昌, 병음: Dèng Shìchāng, 1849년 ~ 1894년 9월 17일)은 청나라 후기의 해군 군인 겸 장군(제독)으로 정여창(丁汝昌)과 함께 북양함대를 이끈 사람이었다.
1867년 푸젠 해군군관학교에 입학하여 이듬해 1868년 졸업하고 1874년 장군 지위에 올랐으며 1887년 어뢰순양함 치원의 선장(청 제국 수군 2성 장군 계급 신분)이 되었으나 1894년 9월 17일 청일 전쟁 당시 황해 해전에서 전사했다.
사후 1996년 인민해방군 해군이 그를 기려 해군 전함을 건조했다.